# Albalat dels Tarongers
Albalat dels Tarongers è un comune spagnolo di 1 070 abitanti situato nella comunità autonoma Valenciana.